# Джонс, Льюис
Льюис Джонс (англ. Lewis Jones; 30 января 1836, Карнарвон (Уэльс) — 24 ноября 1904, Трелью, Аргентина) — основатель валлийского поселения в Патагонии (ныне г. Трелью, Аргентина), писатель. Один из пионеров Патагонии.

## Биография
Работал печатником в Холихеде, Холи-Айленд (Уэльс). Позже был соредактором уэльского периодического издания Y Punch Cymraeg. Затем переехал в Ливерпуль, где стал одним из лидеров движения, которое стремилось найти подходящее место, где валлийские эмигранты могли бы жить вместе, сохраняя свой язык, обычаи и образ жизни.
В 1862 году он отправился в Америку, чтобы исследовать Патагонию. Вернувшись с докладом на родину, благодаря таланту оратора, убедил эмигрантов из Уэльса отправиться с ним в Аргентину.
Группа валлийцев во главе с ним обосновались близ г. Пуэрто-Мадрин. Здесь в 1886 году они основали поселение, первоначально, как железнодорожную станцию. Назвали городок Трелью. С валлийского название переводится как город (Tre- по-валлийски «город»), Лью (-lew) (Лью — сокращенное имя Льюиса Джонса, основателя города). Город быстро рос и в 1888 году стал штаб-квартирой «Compañía Mercantil del Chubut» (Торговая компания Chubut).

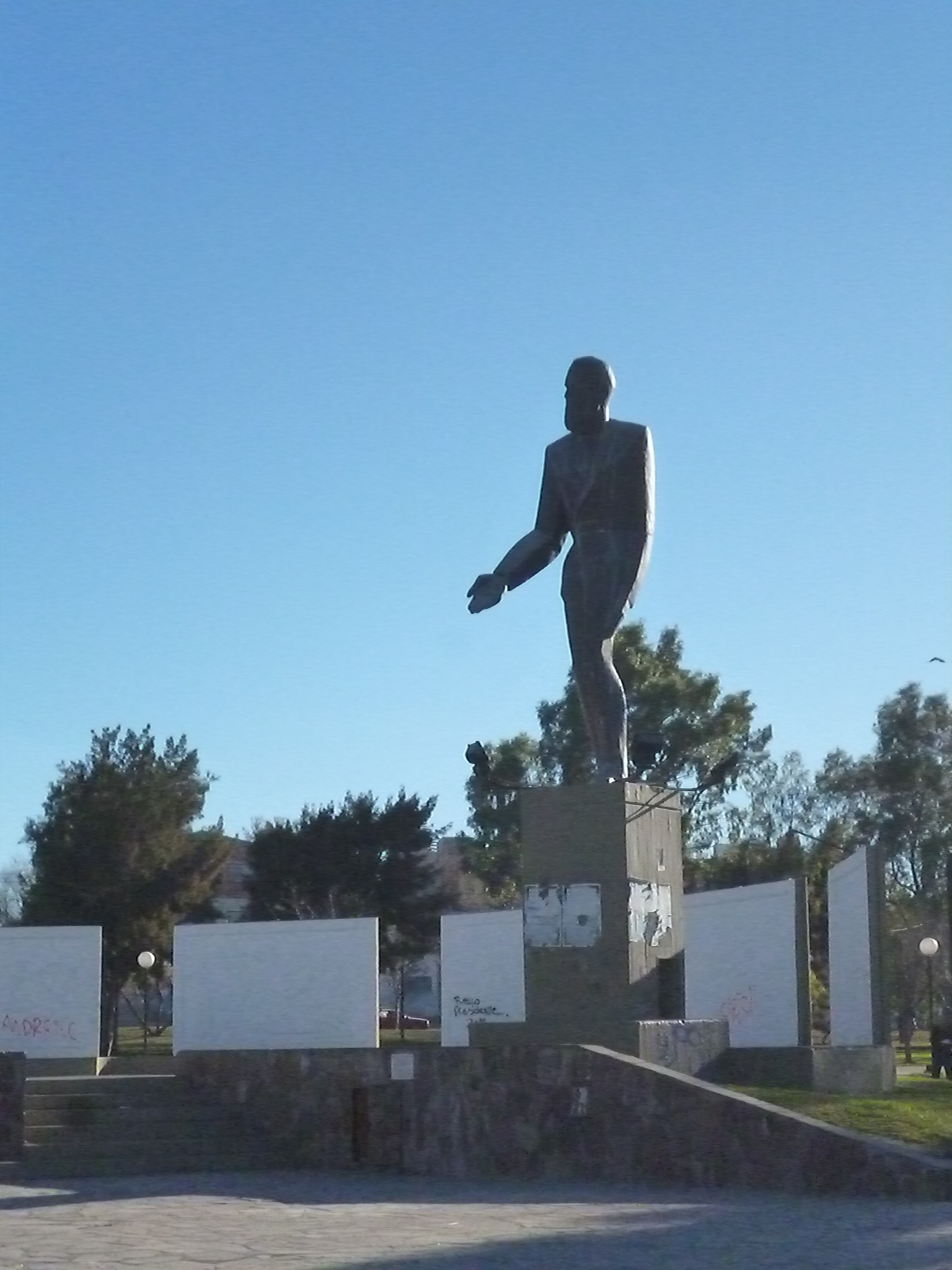
Памятник Льюису Джонсу в Трелью

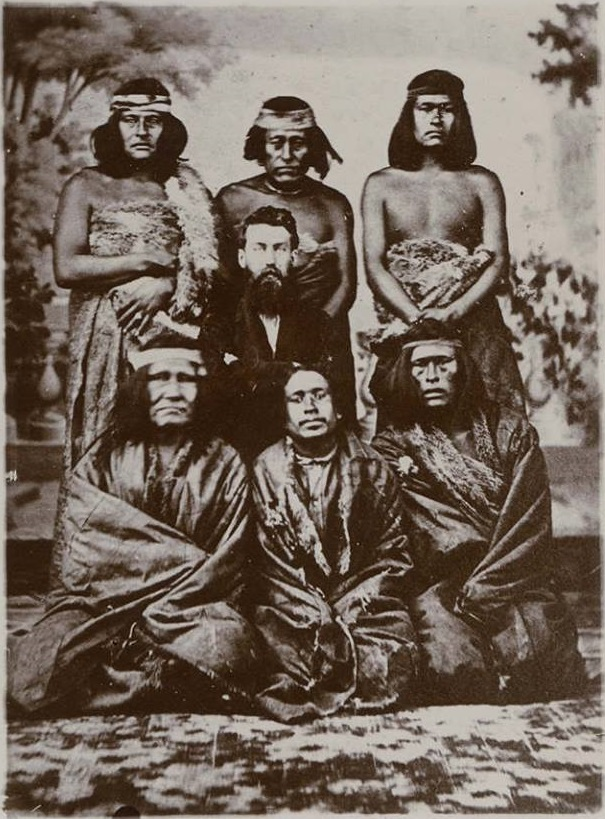
Льюис Джонс среди аборигенов. 1867

Город являлся частью валлийской колонии. Ныне это крупнейшее валлийское поселение в Патагонии, в городе до сих пор проживает большое количество потомков выходцев из Уэльса. Валлийский язык до сих пор используется в бытовой речи, на нём преподают в некоторых школах. Связи между Уэльсом и аргентинскими валлийцами остаются до сих пор, вкладываются средства в поддержку и сохранение валлийской культуры.
Некоторое время Л. Джонс был губернатором Патагонии — единственным валлийцем, когда-либо назначенным правительством Аргентины на этот пост. Несколько раз попадал в тюрьму за попытку отстоять права валлийцев. Привёз с родины свою собственную печатную машину и основал две газеты — «Ein Breiniad» (1878) и «Y Dravod» (1891); последнее всё ещё публикуется. В 1898 году была опубликована его книга «Y Wladfa Gymreig».